# Прокуратори Святого Марка

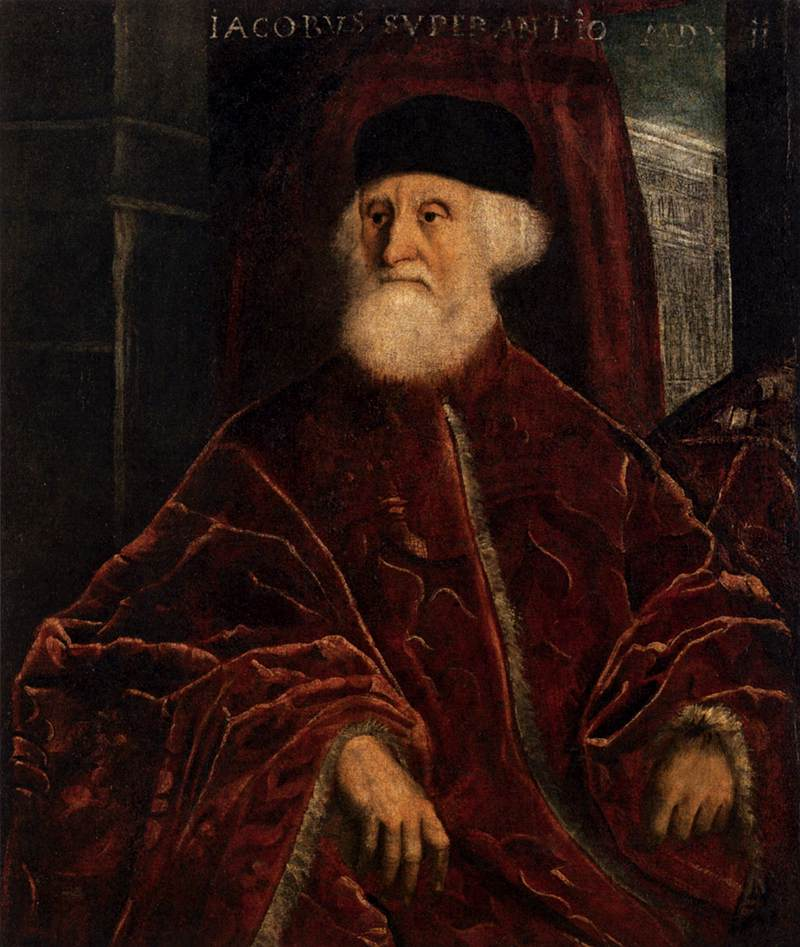
Тінторетто, Портрет Якопо Соранцо (1550), обраного виборним прокурором у 1522 році

Прокуратор Святого Марка (вен. Procurador de San Marco) — одна з небагатьох довічних посад в уряді Венеційської республіки, що вважалася другою за престижністю після посади дожа Венеції. Її зазвичай займали дворяни, що належали до найвпливовіших сімей, і, як правило, це являло собою кульмінацію видатної політичної кар'єри, хоча нерідко це була проміжна посада перед обранням дожем.

## Походження
Посада прокуратора Святого Марка виникла в IX столітті з єдиним прокуратором operis Sancti Marci, призначений допомагати дожу в управлінні церквою Святого Марка, герцогською каплицею. З часом кількість прокураторів зростала. Друга посада була заснована у 1231 році, а третя у 1259 році. Після 1261 р. існувало чотири прокуратори, двоє з яких, прокуратори de supra (Ecclesiam sancti Marci), зберігали відповідальність за фінансове управління церквою Святого Марка, її забезпечення та оформлення, а також її скарбницю. Інші два прокуратори, які називалися de subtus super commissariis, керували цільовими фондами, створеними як благочестиві пожертви від імені релігійних та благодійних установ. У 1319 р. прокураторів було шість, а в 1443 р. — дев'ять. Вони поділялися на три прокуратури: de supra (відповідальний за церкву Святого Марка та її скарбницю), de citra (відповідає за довірчі фонди, створені в сестьєре Сан-Марко, Кастелло і Каннареджо) і de ultra (відповідає за довірчі фонди, створені в sestieri Сан-Поло, Санта-Кроче та Дорсодуро).
Починаючи з 1516 року, спочатку для допомоги в економічному відновленні після війни Камбрейської ліги, позаштатні прокуратори також могли створюватися в моменти фінансових обмежень в обмін на грошові внески до скарбниці. Це призвело до періодичного продажу престижного титулу. Згодом кількість прокураторів коливалася: у 1521 році їх було вісімнадцять. Іноді їх кількість доходила до сорока. Ефективний продаж посади також дозволив молодим і амбітним дворянам швидко піднятися до високих посад і, як наслідок, мати великий вплив. У XVI столітті посаду придбали Антоніо Каппелло, Ветторе Грімані, Федеріко Контаріні та Андреа Долфін.

## Вибори

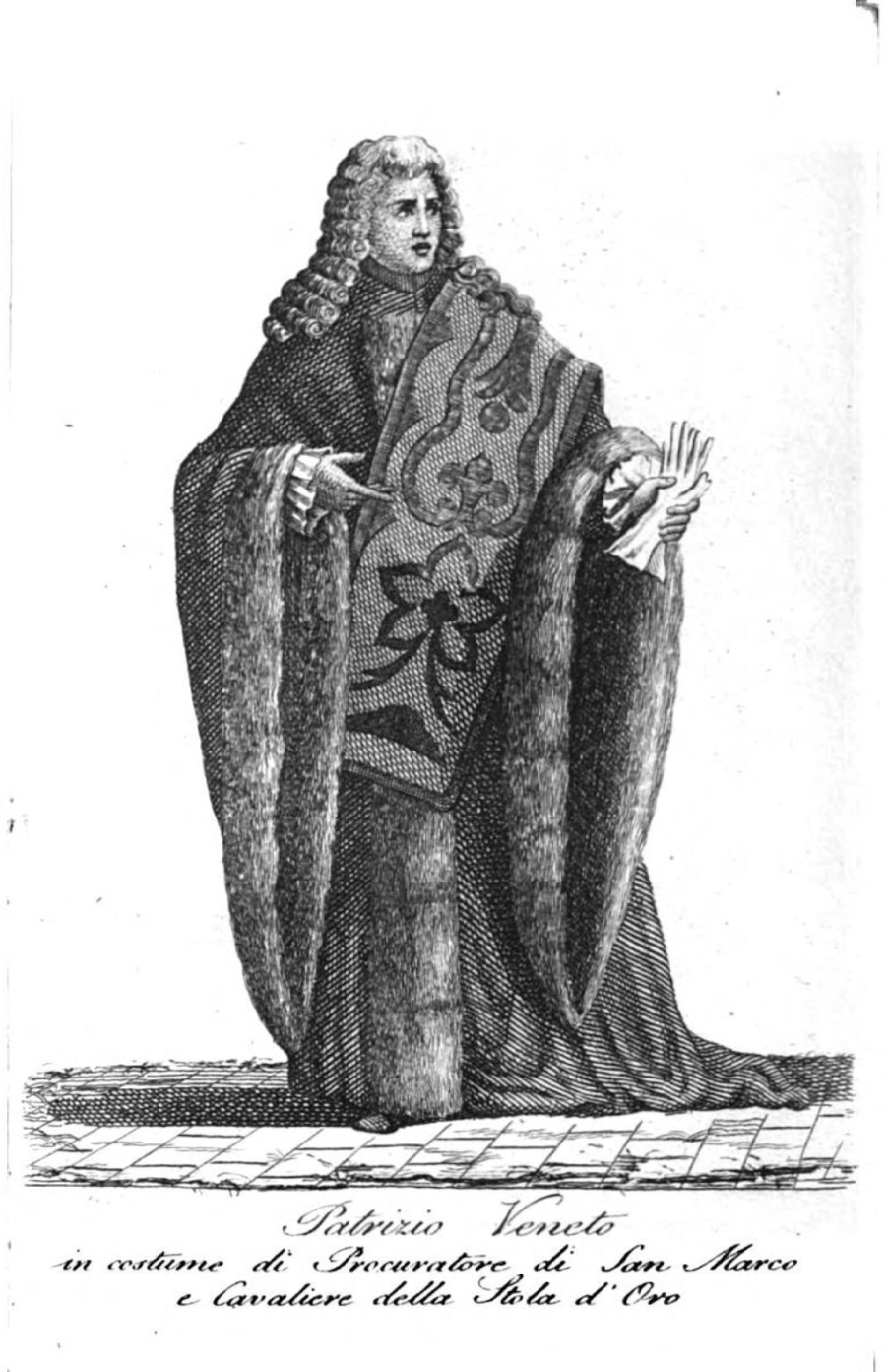
Венеціанський патрицій у вбранні прокуратора Святого Марка та кавалера ордена Золотої палантини

Першого прокуратора обирав дож. Але після 1231 р. прокураторів обирала Велика рада.

## Функції
Окрім пов'язаної з цим громадського престижу, посада прокурора забезпечувала активну роль у політичному житті Венеції: після 1453 року вона гарантувала місце в Сенаті з правом голосу. Окрім надзвичайних посольств до іноземних дворів, прокуратори також були звільнені від обов'язку, покладеного на всіх дворян, приймати політичні призначення, в тому числі на материковій частині Венеції та в заморських володіннях, що забезпечувало їх присутність у місті. Посада також надавала економічний і фінансовий вплив через управління величезними обсягами капіталу та інвестиціями в комерційну та приватну нерухомість, державні облігації, а також у цінні папери та депозити. За винятком Палацу Дожів, прокуратори de supra також відповідали за будівництво, обслуговування та управління громадськими будівлями навколо площі Сан-Марко, включаючи магазини, продуктові кіоски та квартири, які здавалися в оренду як джерела доходу.
Офіси прокурорів, які називалися рідотті, розташовувалися на верхньому поверсі бібліотеки Марціана на площі Сан-Марко.

## Посада сьогодні
Посада прокурора Святого Марка не була скасована після падіння Венеційської республіки в 1797 році. Натомість прокуратори залишалися відповідальними за управління активами Базиліки Святого Марка під керівництвом патріарха Венеції.
Посада була підтверджена указом, виданим королем Італії Віктором Еммануїлом III в 1931 році. Сьогодні існує сім прокураторів, причому президент має титул першого прокуратора Святого Марка (італ. Primo Procuratore di San Marco). Прокурори тісно співпрацюють з архітекторами та інженерами, щоб забезпечити історичне збереження базиліки Сан-Марко.

## Виноски
1. ↑  In the 1663 edition of Venetia città nobilissima et singolare…, Martinioni records 40 procurators who, beginning in 1275, were subsequently elected doge. For the complete list, see Sansovino and Martinioni, Venetia città nobilissima et singolare…, 1663 edn., pp 299–300.